# (231555) Christianeurda
(231555) Christianeurda est un astéroïde de la ceinture principale.

## Description
(231555) Christianeurda est un astéroïde de la ceinture principale. Il fut découvert le 1er octobre 2008 à Bergen-Enkheim par Uwe Suessenberger. Il présente une orbite caractérisée par un demi-grand axe de 2,93 UA, une excentricité de 0,05 et une inclinaison de 4,0° par rapport à l'écliptique.

## Compléments